# Ivan Burčin
Ivan Burčin (in bulgaro Иван Бурчин?; Mizia, 9 dicembre 1952) è un ex canoista bulgaro.

## Palmarès

### Olimpiadi
- 1 medaglia:
  - 1 bronzo (Monaco di Baviera 1972 nel C-2 1000 m)

### Mondiali
- 1 medaglia:
  - 1 bronzo (Belgrado 1971 nel C-2 10000 m)